# Едмунд Картрайт
Е́дмунд Ка́ртрайт (англ. Edmund Cartwright; 1748 — 30 жовтня 1823) — англійський винахідник.
Отримавши освіту в Оксфорді, Картрайт був вибраний у члени колегії Магдалини і став пастором. Зацікавившись при відвідуванні фабрики Аркрайта, прядильним та ткацьким ділом, Картрайт створив чесальну машину, парову обробку волокнистих речовин та парову машину, в якій замість парів води діяли пари спирту.
4 квітня 1785 року Картрайт отримує патент на механічний ткацький верстат з ножним приводом. За проханням 50 фабрикантів за свої винаходи Картрайт отримає від парламенту винагороду в 10 000 фунтів стерлінгів. Картрайт відомий також як поет та агроном.

## Галерея

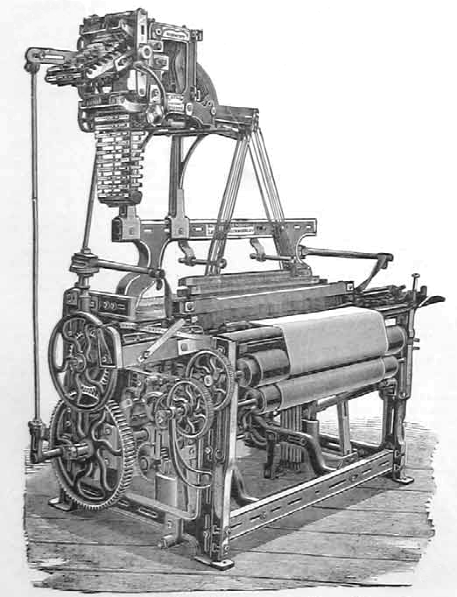